# NGC 6076-1
NGC 6076-1 is een elliptisch sterrenstelsel in het sterrenbeeld Noorderkroon. Het hemelobject werd op 24 juni 1864 ontdekt door de Duitse astronoom Albert Marth.

## Synoniemen
- UGC 10253
- MCG 5-38-23
- ZWG 167.34
- PGC 57409